# Deutsch-Französisches Kulturinstitut von Tübingen

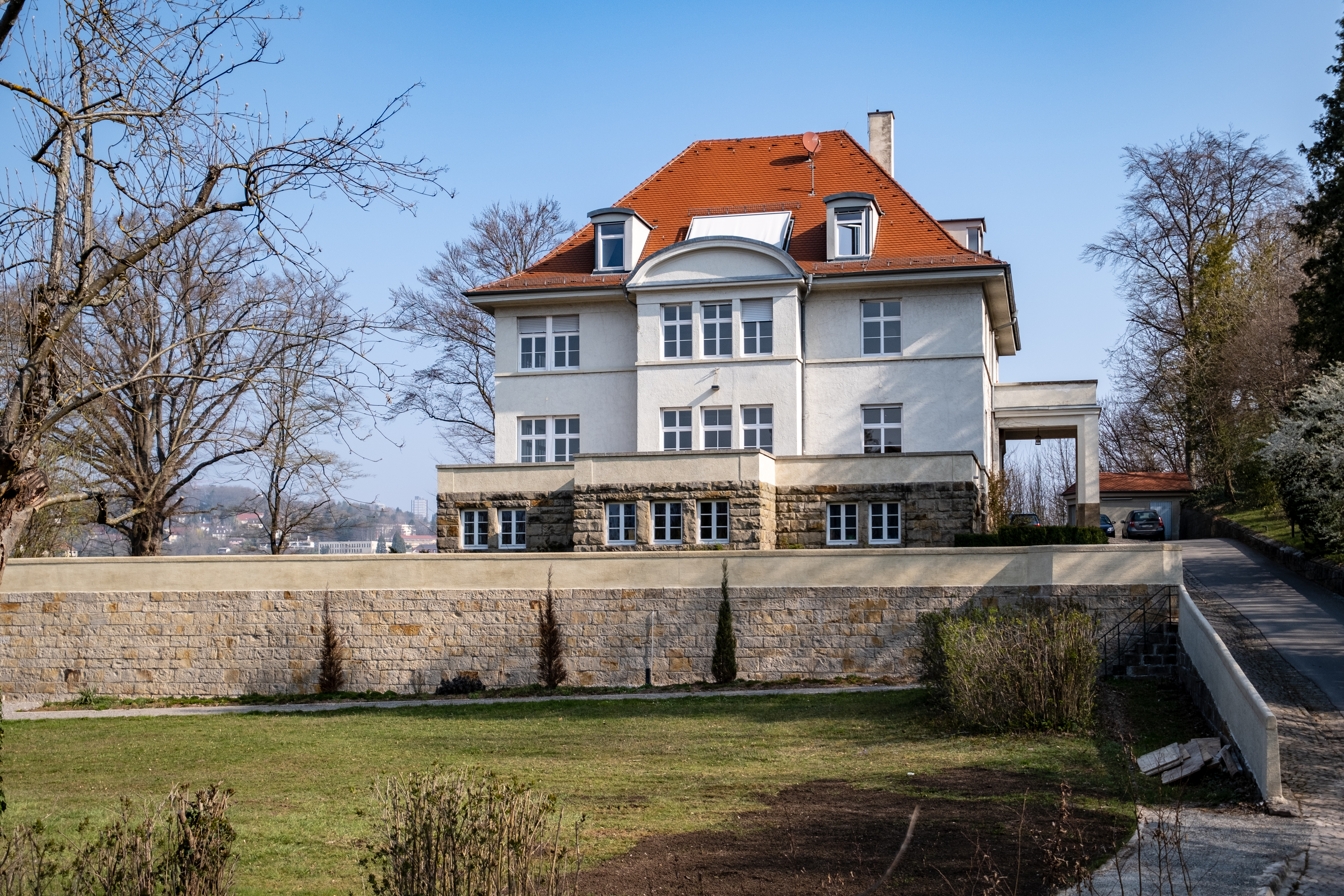
Institut Culturel Franco-Allemand in Tübingen

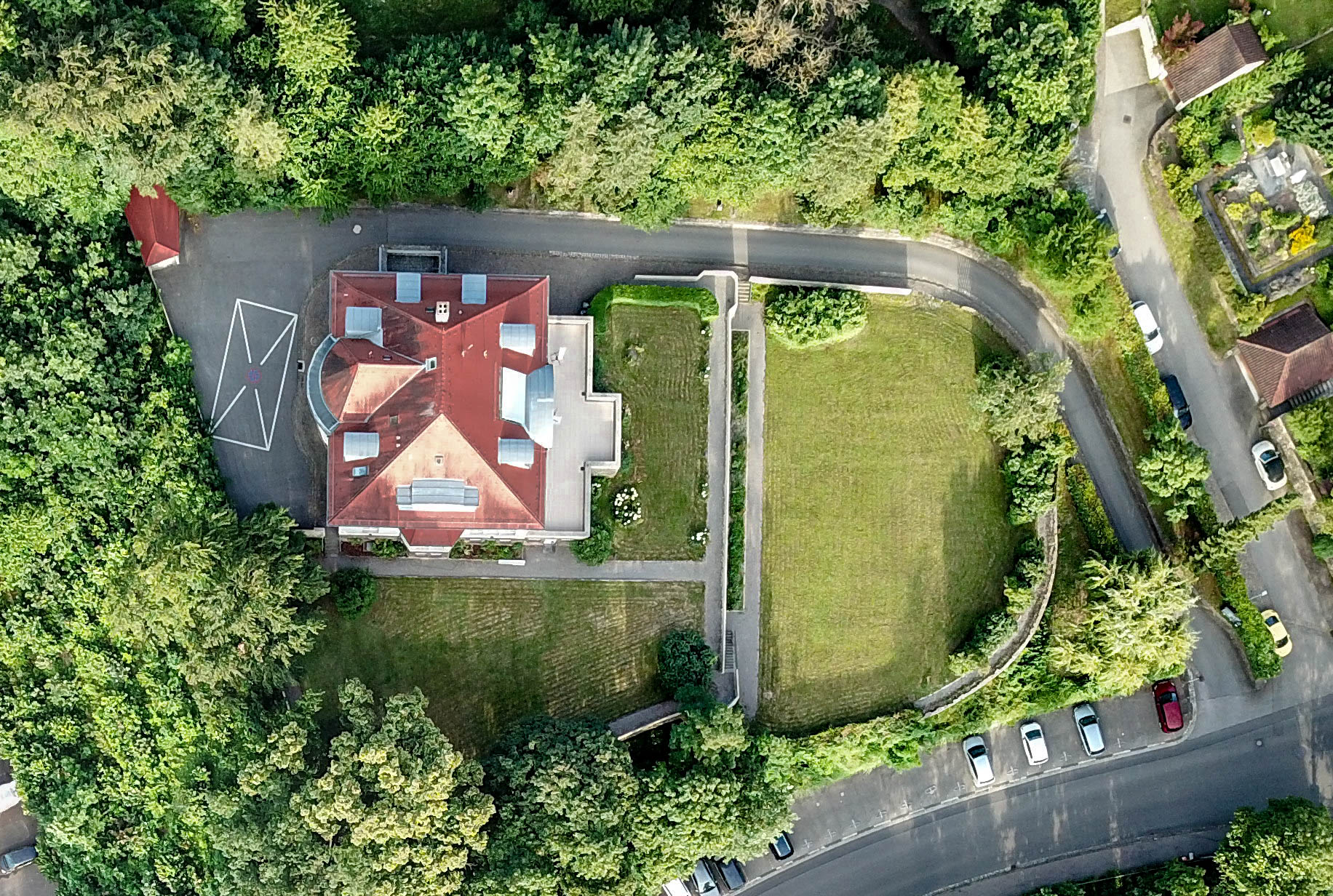
Luftbild

Das Institut Culturel Franco-Allemand oder zu Deutsch das Deutsch-Französische Kulturinstitut wurde am 4. November 1946 als Zentrum für französische Studien von der Militärregierung der französischen Garnison gegründet. 1954 zog das Zentrum in die Herzogsvilla Doblerstraße 25 auf dem Österberg, die 1921 für Herzog Philipp Albrecht (1893–1975) erbaut worden war. Er war der Sohn des präsumtiven (vorgesehenen) Thronfolgers des Hauses Württemberg und königlichen Prinzen Albrecht Herzog von Württemberg (1865–1939). Von 1929 bis zu ihrer Zwangsauflösung 1939 gehörte das Haus der Sängerschaft Zollern.

## Wirkungsbereich
1976 wurde das Zentrum in Deutsch-Französisches Kulturinstitut von Tübingen umbenannt und stützt sich als binationale Struktur auf einen Verein der Freunde e. V. mit ca. 700 Mitgliedern. Das Institut ist fest im lokalen Kulturleben verankert und arbeitet partnerschaftlich mit den wichtigsten Kulturträgern der Stadt zusammen und beteiligt sich das ganze Jahr über an den großen Kulturveranstaltungen (Jazz- und Klassiktage, Bücherfest …) und vor allem am Festival des frankophonen Films, an den Französischen Filmtagen, einem Großereignis in Tübingen. Es unterstützt zudem die Beziehungen zur Partnerstadt Aix-en-Provence. Seine Aktivität richtet sich selbstverständlich auch auf die Universität: Vorträge, Kolloquien, Seminare in den verschiedensten Bereichen (Romanistik, Germanistik, Geschichte, Kunstgeschichte, Philosophie, Politikwissenschaft, Medizin …) sind die Frucht dieser dynamischen Partnerschaften, die von Jahr zu Jahr intensiver werden.
Das Institut bietet Sprachkurse von qualifizierten Muttersprachlern in verschiedenen Bereichen an, sowohl für Privatpersonen als auch für Unternehmen. Des Weiteren besteht die Möglichkeit, folgende Sprachdiplome abzulegen:
- DELF (Diplôme d’Etudes en Langue Française), Niveau A1-B2
- DALF (Diplôme Approfondi en Langue Française), Niveau C1-C2
- TCF (Test de Connaissance du Français)

In der Mediathek stehen den Besuchern über 20.000 Medienträger zur Verfügung.